# 居里环形山
居里环形山（Lauritsen）是月球背面南半球一座古老的大撞击坑，约形成于前酒海纪代，其名称取自法国物理学家皮埃尔·居里（1859年-1906年），1970年被国际天文联合会正式批准接受。

## 描述
居里环形山大部分位于月球背面，但西侧壁位于月球正面，在良好的月球摄动条件下，可从地球上看到它，但只能看到其侧面，而无法进一步观察到全部的结构细节。该陨坑西侧毗邻赫卡泰奥斯环形山和洪堡环形山；西北偏北面靠近斯科尔环形山；斯克沃多夫斯卡环形山位于它的东北；东面和西南分别坐落着劳里森环形山和巴纳德环形山。居里环形山的西面分布着一串洪堡链坑。该陨坑的中心月面坐标为23°03′S 92°17′E / 23.05°S 92.28°E，直径138.87公里，深度2.952公里。
居里环形山的外壁已被周边的撞击坑损毁和更改，坑壁边缘近似直线，整体呈现方框形的外观。东侧坑壁部分被东北侧醒目的卫星坑居里 C和东侧居里 G所覆盖；北端坑壁则横跨着小陨坑居里 Z；沿坑壁其他部分，尤其是西南侧还覆盖着数座另外的小陨坑。该陨坑坑壁最大高出周边地形1690米，内部容积约有21183.73立方千米。
与周边地貌相比，居里环形山内部地表相对平坦，但有几处已被小陨坑打破。靠西南内壁聚集着一群小陨坑，其中一些相互重叠。碗状的小卫星坑居里 K坐落在坑内东南部，而居里 V则紧挨着西北内壁。

## 卫星陨石坑
按惯例，最靠近居里环形山的卫星坑将在月图上以字母标注在该坑的中心点旁。
| 居里 | 纬度     | 经度     | 直径      |
| ---- | -------- | -------- | --------- |
| C    | 21.24° S | 94.35° E | 47.98公里 |
| E    | 22.43° S | 96.43° E | 38.42公里 |
| G    | 23.64° S | 94.84° E | 49.95公里 |
| K    | 23.73° S | 92.95° E | 11.10公里 |
| L    | 26.24° S | 93.05° E | 21.09公里 |
| M    | 28.60° S | 92.51° E | 36.58公里 |
| P    | 28.54° S | 90.20° E | 29.37公里 |
| V    | 22.11° S | 90.68° E | 21.12公里 |
| Z    | 20.55° S | 92.50° E | 21.97公里 |

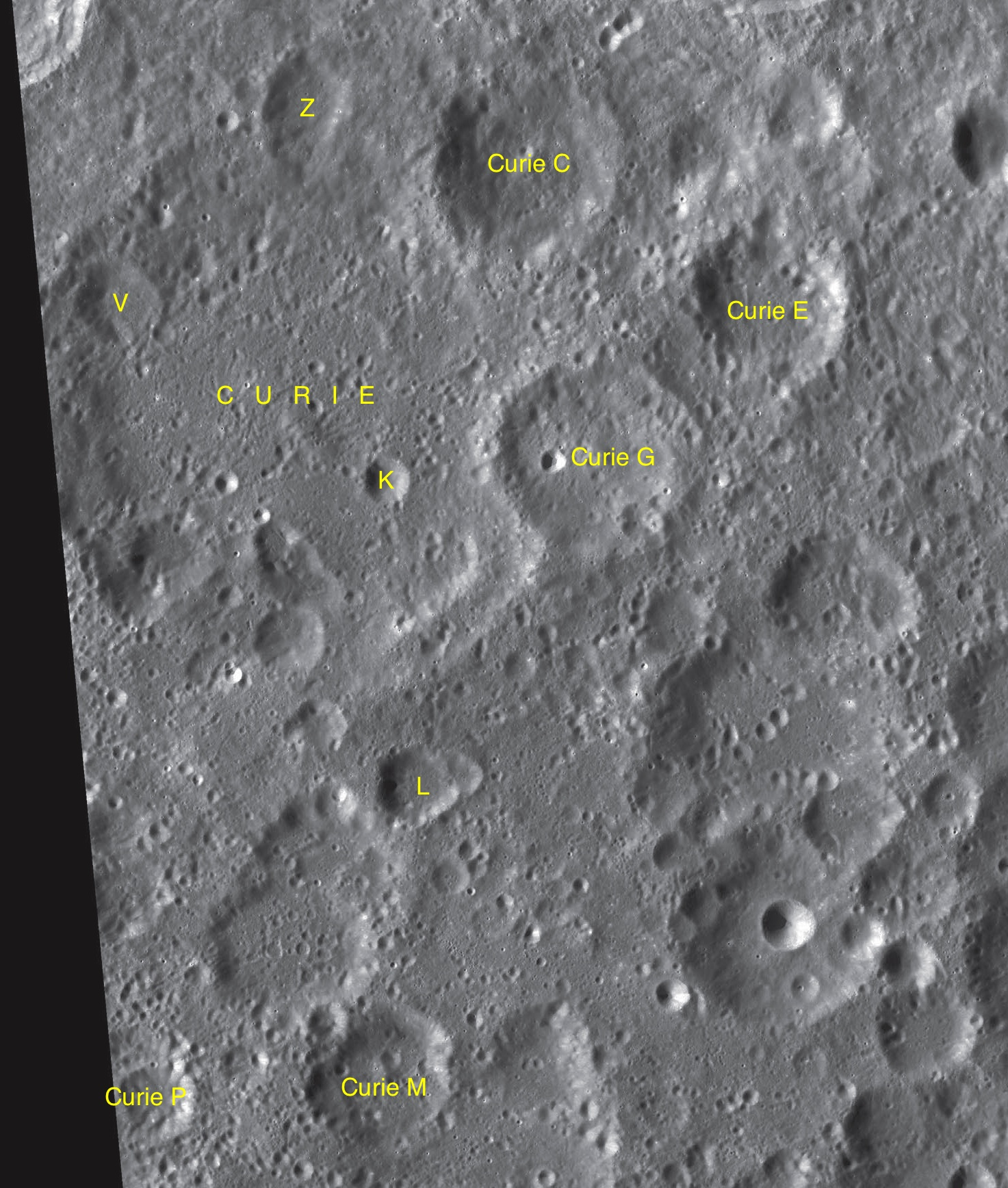
LAC-100 月图

- 卫星坑居里 C、居里 E、居里 G和居里 M形成于酒海纪[1]。

## 另请参阅
- Andersson, L. E.; Whitaker, E. A. . NASA RP-1097. 1982.
- Blue, Jennifer. . USGS. July 25, 2007  [2007-08-05]. （原始内容存档于2018-12-25）.
- Bussey, B.; Spudis, P. . New York: Cambridge University Press. 2004. ISBN 978-0-521-81528-4.
- Cocks, Elijah E.; Cocks, Josiah C. . Tudor Publishers. 1995. ISBN 978-0-936389-27-1.
- McDowell, Jonathan. . Jonathan's Space Report. July 15, 2007  [2007-10-24]. （原始内容存档于2018-12-25）.
- Menzel, D. H.; Minnaert, M.; Levin, B.; Dollfus, A.; Bell, B. . Space Science Reviews. 1971, 12 (2): 136–186. Bibcode:1971SSRv...12..136M. doi:10.1007/BF00171763.
- Moore, Patrick. . Sterling Publishing Co. 2001. ISBN 978-0-304-35469-6.
- Price, Fred W. . Cambridge University Press. 1988. ISBN 978-0-521-33500-3.
- Rükl, Antonín. . Kalmbach Books. 1990. ISBN 978-0-913135-17-4.
- Webb, Rev. T. W.  6th revised. Dover. 1962. ISBN 978-0-486-20917-3.
- Whitaker, Ewen A. . Cambridge University Press. 1999. ISBN 978-0-521-62248-6.
- Wlasuk, Peter T. . Springer. 2000. ISBN 978-1-85233-193-1.